# Аурикуляриевые
Аурикуля́риевые — монотипный порядок (лат. Auriculariales) и одноимённое семейство (лат. Auriculariaceae) грибов класса Агарикомицеты.

## Описание
Плодовые тела небольшого размера, сидячие, уховидной, чашевидной или консолевидной формы, иногда распростёртые или близкие к шляпконожечным. 

Мякоть тонкая, студенистой консистенции, эластичная, в сухую погоду и у старых грибов может твердеть. 

Гименофор гладкий или морщинистый.

## Экология
Сапротрофы, живущие на древесине, могут паразитировать на ослабленных деревьях.

## Практическое значение
Некоторые виды (например, аурикулярия уховидная) съедобны, могут искусственно культивироваться.

## Классификация
Согласно базе данных Catalogue of Life семейство объединяет следующие роды:
- Auricularia Bull., 1780 — Аурикулярия
- Eichleriella Bres., 1903 — Эйхлериелла
- Exidia Fr., 1822 — Эксидия
- Exidiopsis (Bref.) Möller, 1895 — Эксидиопсис
- Fibulosebacea K. Wells et Raitv., 1987
- Heterochaete Pat., 1892
- Hirneolina (Pat.) Bres., 1905
- Pseudostypella McNabb, 1969
- Tremellochaete Raitv., 1964